# Broșteni (Suceava megye)
Broșteni város Suceava megyében, Moldvában, Romániában.

## Fekvése
A megye déli részén helyezkedik el. A megyeszékhelytől Szucsávától 100 km-re található, a Bistrița folyó mentén.

## Történelem
Első írásos említése 1630-ból való.
A Voroneț-i kolostornak adományozta a települést III. István moldvai fejedelem, melynek a tulajdona volt 1775-ig, amikor is a régió Habsburg uralom alá került.
1807-től 1877-ig a Bals bojárcsalád tulajdona. 1877-ben I. Károly román király megvette és királyi birtok lett.
Itt töltötte gyermekkora egy részét Ion Creangă, melyről a „Gyermekkorom emlékei” című könyvében is ír.
Városi rangot 2004-ben kapott.

## Népesség
A lakosság etnikai összetétele a 2002-es népszámlálási adatok alapján:
- Románok: 6,579 (99,63%)
- Magyarok: 11 (0,16%)
- Romák: 9 (0,13%)
- Ukránok: 1 (0,01%)
- Németek: 1 (0,01%)
- Tatárok: 1 (0,01%)
- Más etnikumúak: 1 (0,01%)

A lakosok 96,51%-a ortodox (6.373 lakos), 1,60%-a pünkösdista (106 lakos) vallású.

## Látnivalók
- Ortodox templom, 1780-ban épült, itt tanult Ion Creangă
- Két kolostor: „Eden” és „Peștele”

## Gazdaság
Jelentősebb ágazatok: faipar, bányászat, tej- és húsfeldolgozás, kereskedelem.
Fontos turisztikai központ a régióban.

## Hírességek
- Mihai C. Băcescu - (1908 - 1999), zoológus, óceanográfus, muzeológus, a Román Akadémia tagja